# 武者小路教光
武者小路 教光（むしゃのこうじ のりみつ、正中2年〈1325年〉 - 永和4年〈1378年〉7月24日）は、南北朝時代の公卿。
柳原資明の子で、日野流武者小路家の始祖。

## 官歴
- 元弘4年（1334年）：春宮少進
- 建武4年（1337年）：尾張守、従五位上
- 暦応2年（1339年）：左兵衛佐
- 暦応3年（1340年）：正五位下
- 貞和3年（1347年）：右兵衛佐、蔵人
- 貞和4年（1348年）：右少弁を経て左少弁
- 貞和5年（1349年）：正五位上
- 観応元年（1350年）：右中弁、従四位下
- 観応2年（1351年）：左中弁
- 文和2年（1353年）：装束使、従四位上
- 文和3年（1354年）：正四位下、宮城使、近江守
- 文和4年（1355年）：左兵衛督、蔵人頭
- 延文元年（1356年）：参議
- 延文3年（1358年）：従三位
- 延文4年（1359年）：丹波権守
- 貞治元年（1362年）：権中納言
- 貞治3年（1364年）：正三位
- 貞治6年（1367年）：従二位

## 系譜
- 父：柳原資明
- 兄：柳原忠光
- 弟：土御門保光
- 養子：武者小路資俊（日野資名の孫）